# Propontocypris japonica
Propontocypris japonica is een mosselkreeftjessoort uit de familie van de Pontocyprididae. De wetenschappelijke naam van de soort is voor het eerst geldig gepubliceerd in 1979 door Okubo.